# حوائق
حوائق (به عربی: الحوائق) یک روستا در سوریه است که در ناحیه سلحب واقع شده‌است. حوائق ۷۴۷ نفر جمعیت دارد.